# Las Vegas Street Circuit
Het Las Vegas Street Circuit ook wel Las Vegas Strip Circuit is een stratencircuit voor de Formule 1 in Las Vegas. 
Vanaf het Formule 1-seizoen 2023 wordt de Grand Prix van Las Vegas verreden op het stratencircuit dat 6,201 km lang is en 17 bochten telt. Er worden 50 ronden over dit circuit gereden. Het ligt op ongeveer dezelfde locatie als het stratencircuit dat gebruikt werd in de jaren '80. De Grand Prix zal tegen de klok in worden gereden en begint op een voormalige parkeerplaats waar een permanent deel van het circuit komt te liggen.
De eerste bocht is een haarspeldbocht waarna het circuit naar links afbuigt en vervolgens met een snelle bocht naar rechts overgaat naar het stratengedeelte van het circuit. Na 800 meter over de Koval Lane is er een langzame 90-graden bocht naar rechts gevolgd door een lange vloeiende bocht naar links om de Sphere arena heen. Op Sands Avenue volgen twee snelle bochten gevolgd door een langzame linkerbocht die de Las Vegas Boulevard opdraait, beter bekend als de Las Vegas Strip. Dit is een lang stuk van 1931 meter (inclusief een flauwe bocht naar links) waar vol gas gereden kan worden. Na een paar scherpe langzame bochten naar Harmon Avenue, komt een recht stuk van 800 meter gevolgd door een snelle bocht naar links terug naar het permanente deel van het circuit.

## Winnaar van de Grand Prix van Las Vegas
| Jaar | Coureur        | Constructeur        | Verslag |
| ---- | -------------- | ------------------- | ------- |
| 2023 | Max Verstappen | Red Bull-Honda RBPT | Verslag |
| 2024 | George Russell | Mercedes-Mercedes   | Verslag |